# Turnul Federației
Turnul Federatiei este un complex de zgârie-nori care se află în construcție în Moscova, Rusia și este proiectată să fie atât cea mai înaltă clădire din Europa cât și prima clădire europeană care să depășească 374 de metri.
Complexul Turnul Federatiei este împărțit în trei turnuri:
- Turnul de Est (A) care va avea 95 de etaje și 374 m înălțime;
- Turnul de Vest (B) care va avea 63 de etaje si 242 m' înalțime.

Construcția complexului a fost începută în 2004 și s-a terminat în 2008 pentru partea de vest, restul fiind dat în folosință pe 7 decembrie 2017 iar costul total este estimat la 530 milioane $.